# Франклінвілл (селище, Нью-Йорк)
Франклінвілл (англ. Franklinville) — селище (англ. village) в США, в окрузі Каттарогус штату Нью-Йорк. Населення — 1652 особи (2020).

## Географія
Франклінвілл розташований за координатами 42°20′5″ пн. ш. 78°27′17″ зх. д. / 42.33472° пн. ш. 78.45472° зх. д. (42.334746, -78.454766).  За даними Бюро перепису населення США в 2010 році селище мало площу 2,85 км², уся площа — суходіл.

## Демографія
Згідно з переписом 2010 року, у селищі мешкало 1740 осіб у 684 домогосподарствах у складі 446 родин. Густота населення становила 611 осіб/км².  Було 766 помешкань (269/км²).
Расовий склад населення:
| - 97,0 % — білих - 0,9 % — азіатів - 0,3 % — корінних американців - 0,1 % — чорних або афроамериканців |

До двох чи більше рас належало 1,6 %. Частка іспаномовних становила 1,7 % від усіх жителів.
За віковим діапазоном населення розподілялося таким чином: 28,0 % — особи молодші 18 років, 59,1 % — особи у віці 18—64 років, 12,9 % — особи у віці 65 років та старші. Медіана віку мешканця становила 35,4 року. На 100 осіб жіночої статі у селищі припадало 95,5 чоловіків;  на 100 жінок у віці від 18 років та старших — 88,0 чоловіків також старших 18 років.
Середній дохід на одне домашнє господарство  становив 47 842 долари США (медіана — 36 726), а середній дохід на одну сім'ю — 58 943 долари (медіана — 56 136). Медіана доходів становила 40 341 долар для чоловіків та 27 500 доларів для жінок. За межею бідності перебувало 24,2 % осіб, у тому числі 34,8 % дітей у віці до 18 років та 18,5 % осіб у віці 65 років та старших.
Цивільне працевлаштоване населення становило 750 осіб. Основні галузі зайнятості: освіта, охорона здоров'я та соціальна допомога — 29,9 %, виробництво — 13,3 %, роздрібна торгівля — 12,1 %.